# Anton (obchtina)
Pour les articles homonymes, voir Anton.
Obchtina Anton (en bulgare Община Антон) est une municipalité située en Bulgarie, dans l'oblast de Sofia.

## Géographie
La municipalité d'Anton est située dans l'ouest de la Bulgarie, à environ 89 km à l'est de la capitale Sofia. Son chef-lieu et seule localité est le village d'Anton.
Elle est située dans une vallée de montagne, entre les massifs du Grand Balkan au nord et Sachtinska Sredna Gora au sud.

## Administration
La municipalité d'Anton est l'une des rares municipalités en Bulgarie à ne comporter qu'une localité : le village d'Anton.

## Galerie de photographies

Carte topographique de la municipalité d'Anton
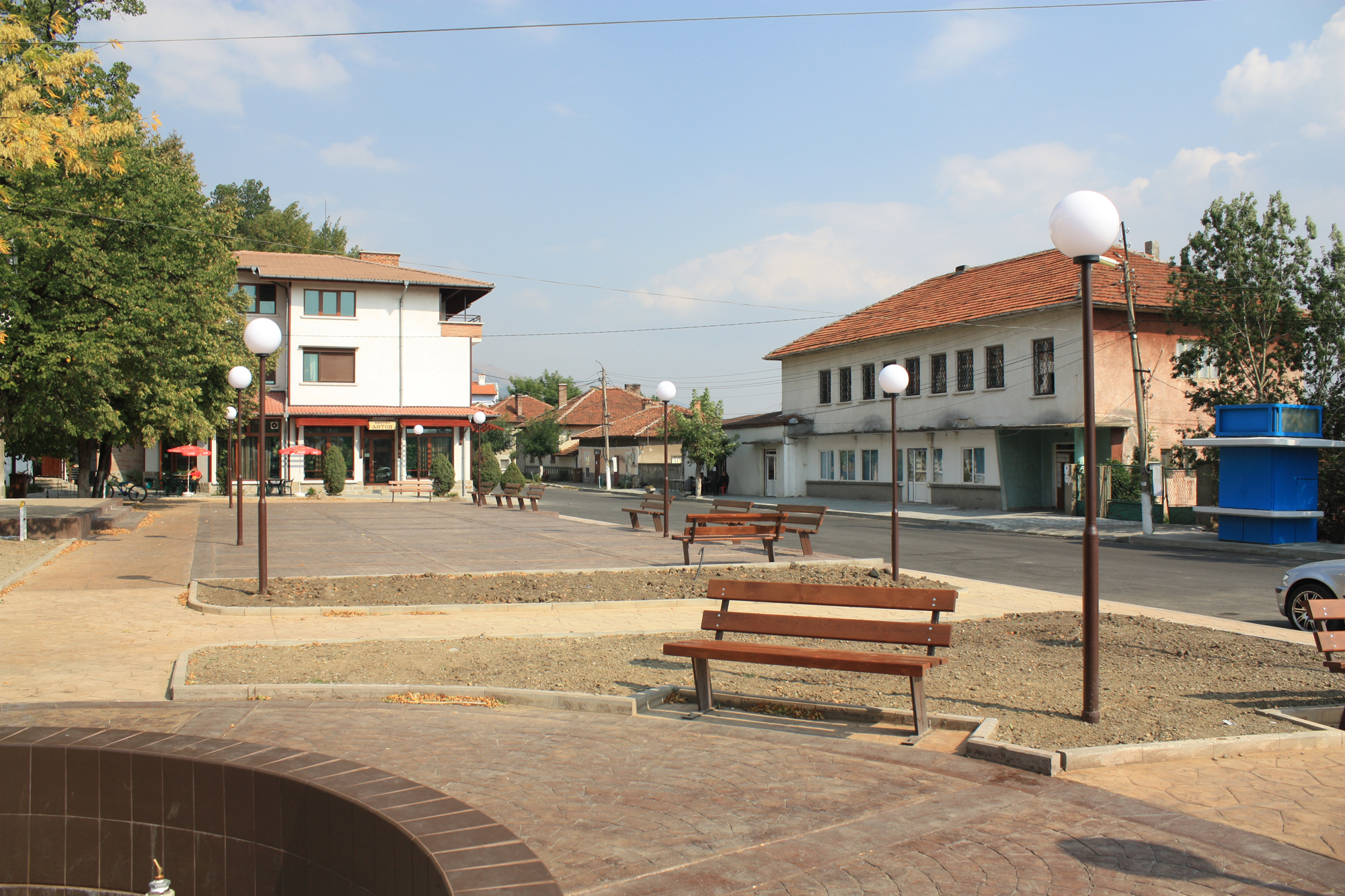
Place centrale du village
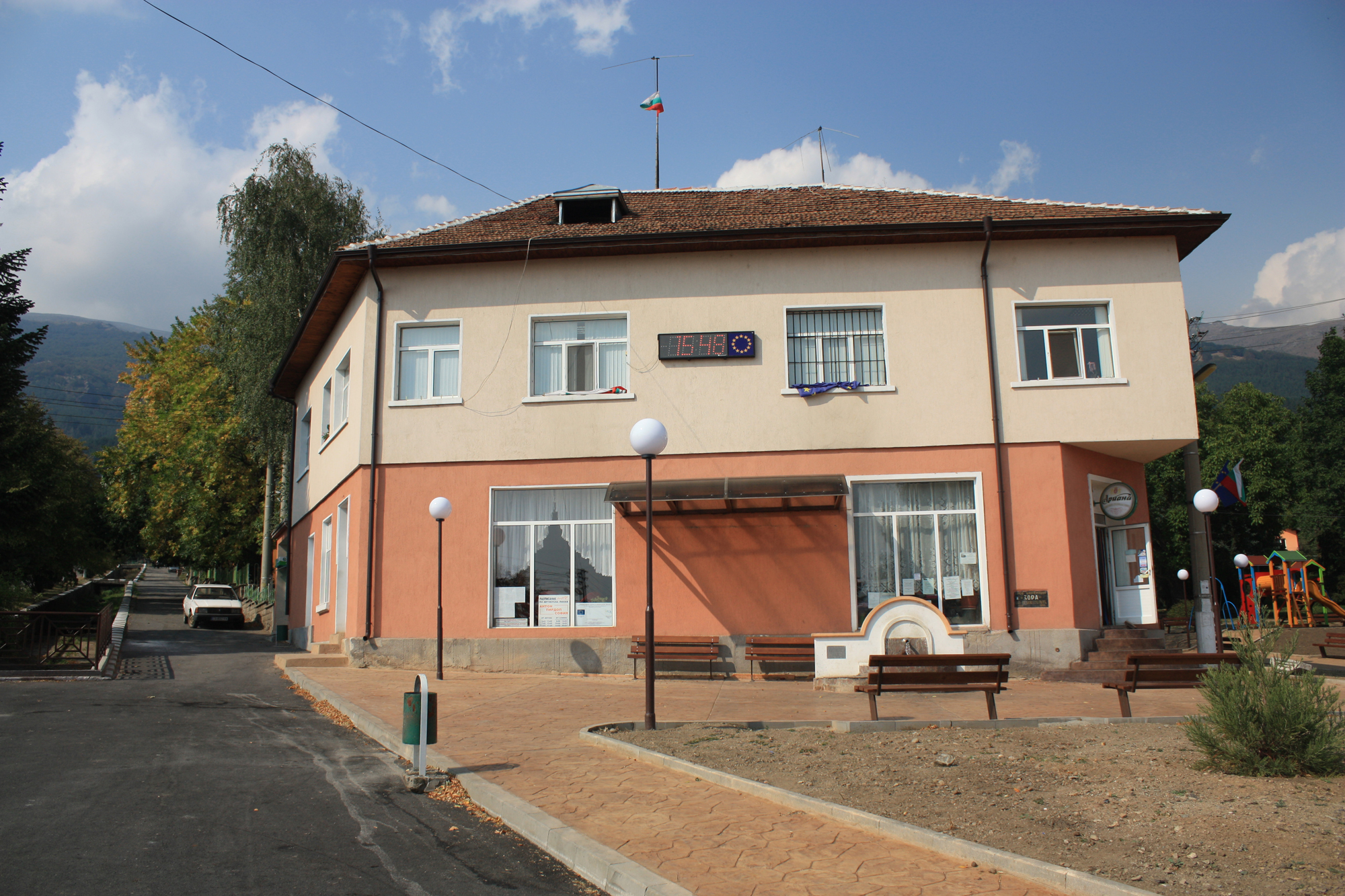
La mairie
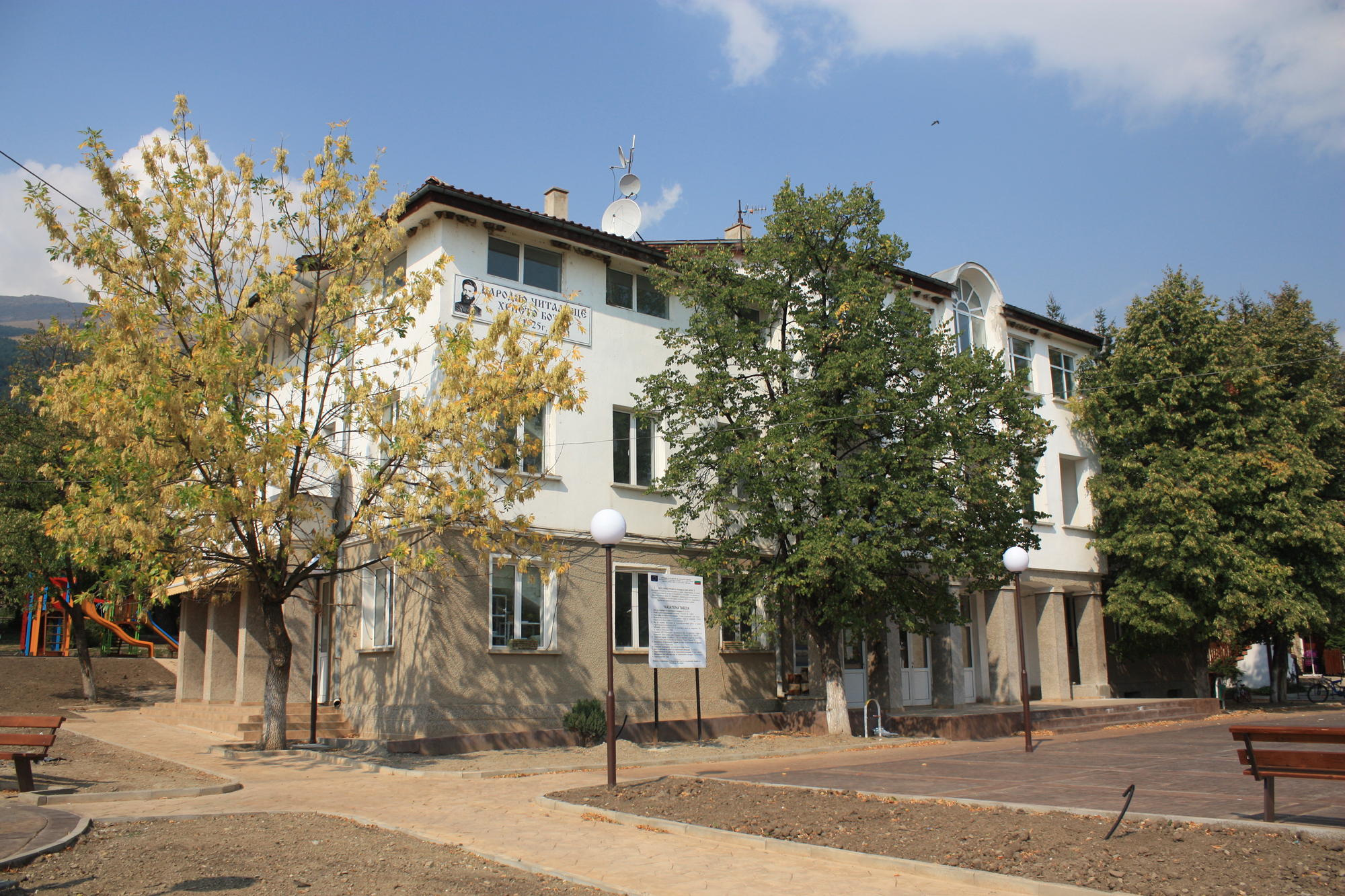
Le Tchitalichté Hristo Botév
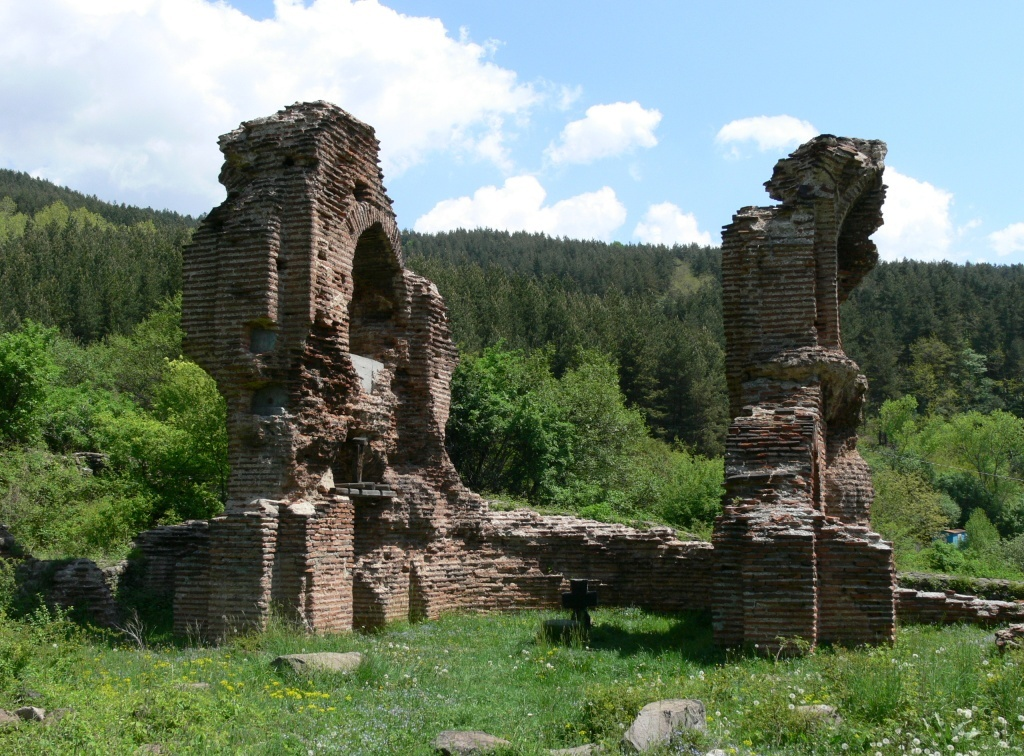
Les ruines de la basilique du IVe siècle
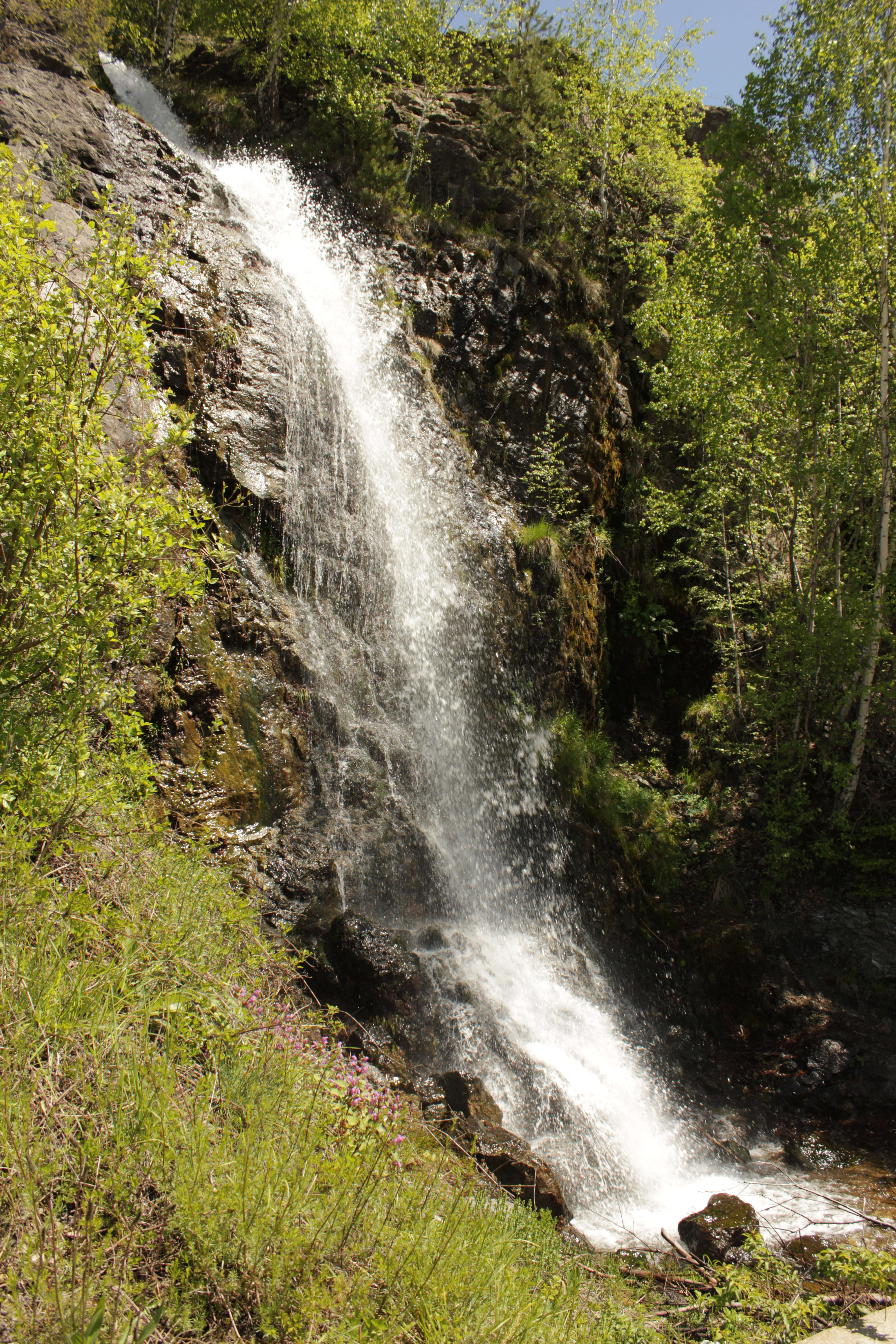
La cascade du Papillon (Pépéroudata)au bord de la route E871